# Stibadocerella pristina
Stibadocerella pristina är en tvåvingeart som beskrevs av Enrico Adelelmo Brunetti 1918. Stibadocerella pristina ingår i släktet Stibadocerella och familjen mellanharkrankar. Inga underarter finns listade i Catalogue of Life.